# Babylonische astronomische dagboeken

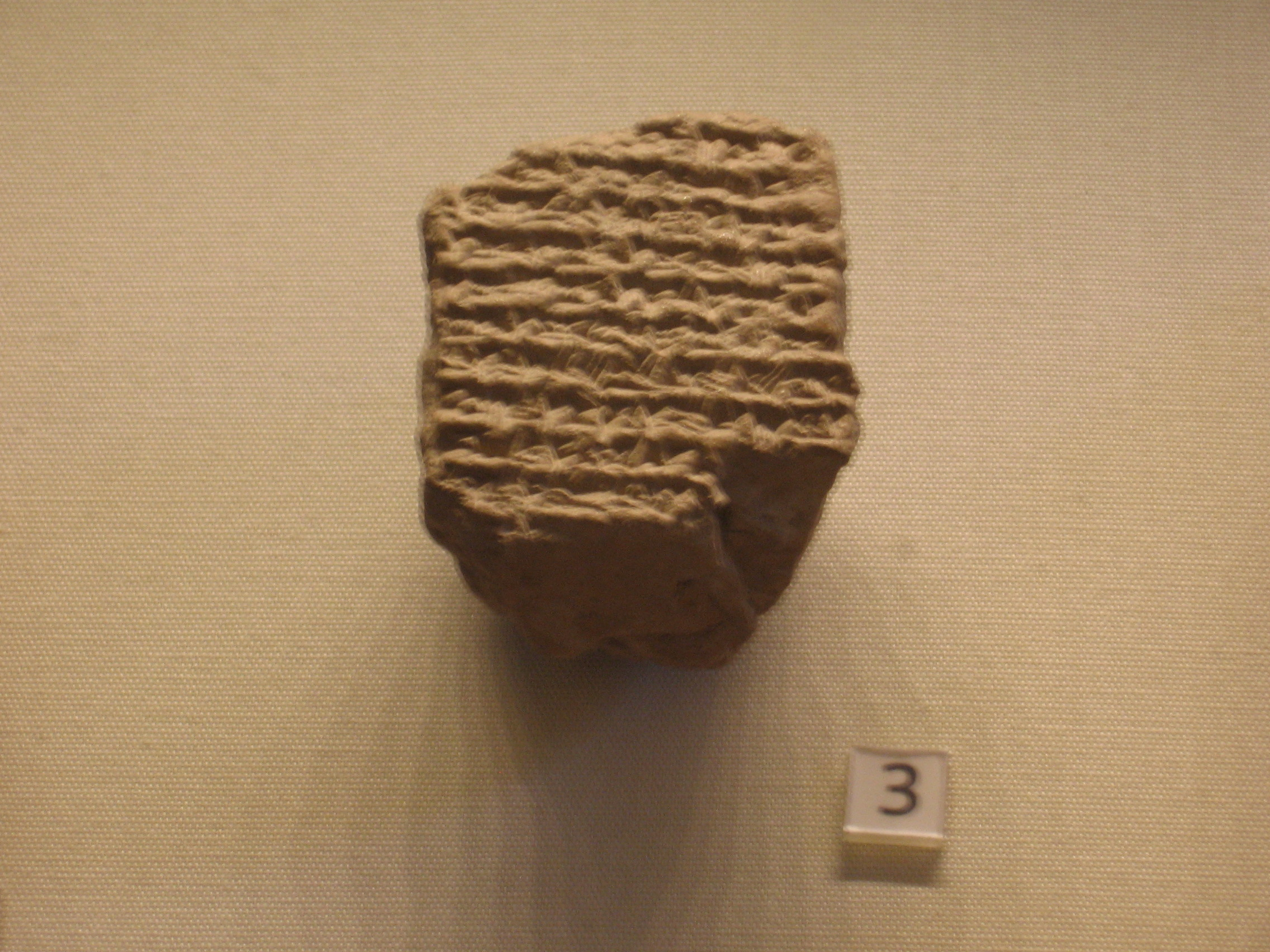
Astronomisch dagboek waarin de dood van Alexander de Grote is opgetekend (British Museum)

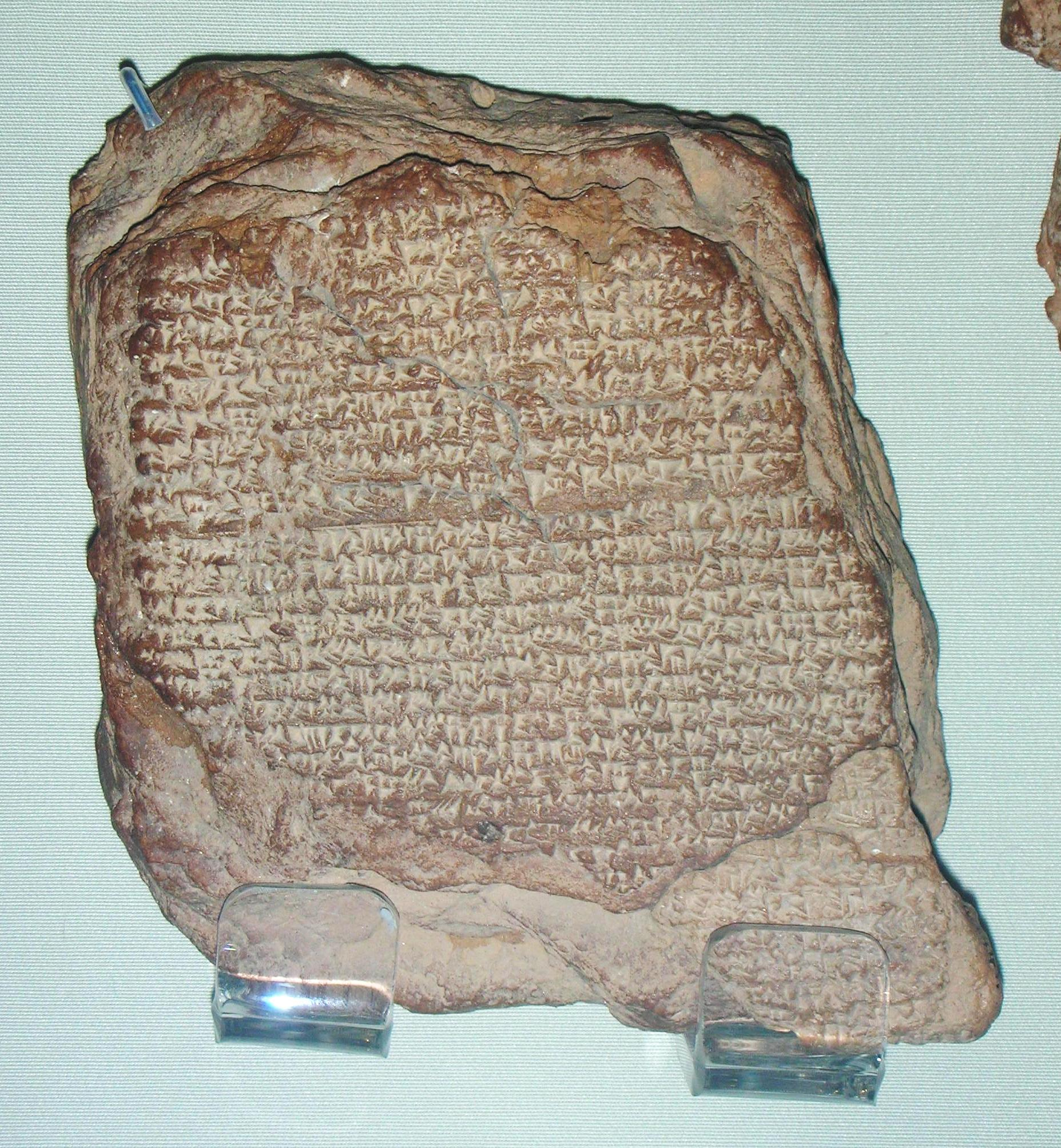
De tablet waarop de passage van de komeet Halley in 164 v.Chr. vermeld is.

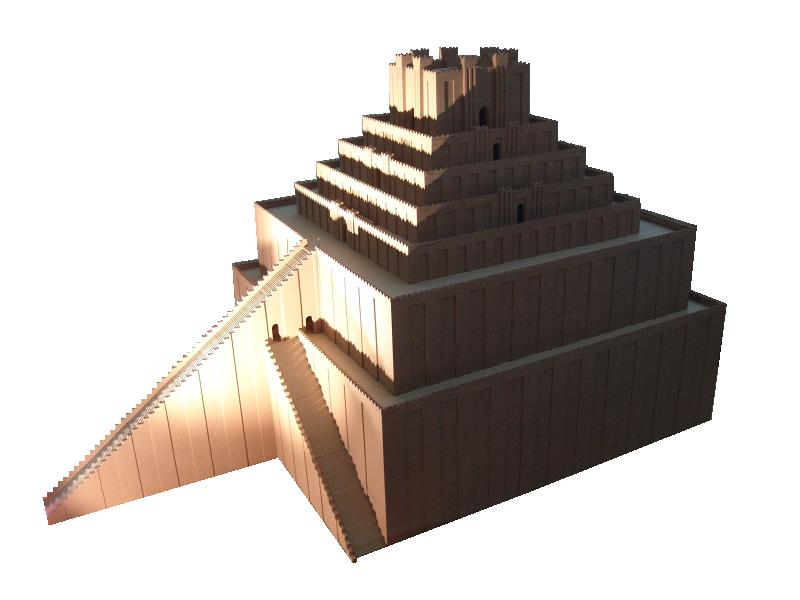
De waarnemingen gebeurden waarschijnlijk vanop de Etemenanki (gereconstrueerd schaalmodel uit het Pergamonmuseum, Berlijn)

De Babylonische astronomische dagboeken zijn een collectie Akkadische spijkerschriftteksten uit Babylon waarin systematische astronomische observaties worden aangevuld met informatie over aardse fenomenen. De Babylonische titel, op elke tablet vermeld, was nasāru ša ginê ("regelmatige waarneming"). Deze optekeningen zijn het werk van de Chaldeeën en bestrijken een periode van bijna zes eeuwen (652 tot 61 v.Chr., met het zwaartepunt in de hellenistische periode na 330 v.Chr.).
Tegenwoordig worden de dagboeken grotendeels bewaard in het British Museum.

## Geschiedenis
Behalve de Babylonische herkomst, is niets geweten over de plaats waar de astronomische dagboeken ontdekt zijn eind 19e eeuw. De tot nog toe oudste tekst dateert uit 652 v.Chr., maar de serie is heel waarschijnlijk al in het midden van de achtste eeuw begonnen. Daarmee kan ze beschouwd worden als een van de langste onderzoeksprogramma's ooit. Door astronomische en aardse fenomenen systematisch te observeren en op te tekenen, meenden de Babyloniërs wetmatigheden te kunnen ontdekken die toelieten voorspellingen te doen. Deze divinaties en voortekenen zijn niet in de dagboeken zelf opgenomen maar vormen het voorwerp van gerelateerde teksten (almanakken, doeljaarteksten). De eigenlijke dagboeken zijn hoofdzakelijk van empirische, niet-wiskundige aard:
- Astronomische waarnemingen: dagelijkse positie van de toen bekende planeten boven de horizon en binnen de zodiak; eclipsen; zonnewenden, equinoxen en opkomst/ondergang van Sirius (gebaseerd op berekeningen); passages van meteoren en kometen;
- Wereldse observaties: waterstand van de Eufraat; historische en politieke gebeurtenissen (brand, tempeloffers, ziekte, oorlog...); prijzen van zes bulkgoederen (gerst, dadels, mosterd, sesam, kardemom en wol); weersgesteldheid (behalve klare lucht).

Op sommige tabletten zijn de vermelde posities van de hemellichamen niet gebaseerd op directe observatie maar op theoretische kennis. Dit blijkt bijvoorbeeld heel duidelijk voor tabletten die een bedekte hemel aangeven en dan toch vervolgen met de gebruikelijke informatie.
Het systematisch opnemen in dagboeken van fenomenen die potentieel een astrologisch voorteken waren, begon onder de regering van Nabonassar (747–734 v.Chr.). Dit viel samen met een beduidende stijging in de kwaliteit en frequentie van astronomische observaties. Zo werd de 18-jarige Saros-cyclus van maansverduisteringen ontdekt.
Uit de gedeeltelijke overlapping en vergelijkbare stijl, is afgeleid dat de dagboeken een bron vormden voor de Babylonische Kronieken.
Na de verovering van Babylon door Alexander de Grote liet zijn wetenschapper Callisthenes een Griekse vertaling bezorgen van de dagboeken en stuurde ze naar zijn leermeester Aristoteles. Dat is althans wat de neoplatonist Simplicius van Cilicië ruim acht eeuwen later vertelt, er op gezag van Porphyrius aan toevoegend dat de Babylonische observaties 31.000 jaar besloegen. Ondanks deze absurditeit is het wel opvallend dat hij de correcte vertaling geeft van het Akkadische Massartu. Eerder had Claudius Ptolemaeus beweerd dat hij over aantekeningen tot de tijd van Nabonassar beschikte, wat beter in overeenstemming is met de bewaarde tabletten en de kwaliteitssprong die de eeuwenoude observatiepraktijk in die periode maakte.

## Waarnemingen
De astronomen van Babylon stonden bekend als de tupšar Enûma Anu Enlil ("schrijvers van Toen Anoe, Enlil", een voortekencatalogus of ook wel hemelboek). Ze waren verbonden aan de tempel van Mardoek en verrichtten hun nachtelijke waarnemingen waarschijnlijk vanaf de 91m hoge ziggoerat Etemenanki, waarvan het zevende en hoogste terras gevormd werd door de Mardoektempel (een tweede, de Esagila, lag net naast de Etemenanki).

## Belang
Uit de droge dagboeken blijkt dat de Babyloniërs aan basale maar objectieve geschiedschrijving deden en de wetenschappelijke methode hanteerden. Hoewel ze verkeerdelijk aannamen dat de goden ons de toekomst tonen aan de hand van de stand der planeten, was hun manier om deze boodschap te ontsluieren in essentie wetenschappelijk: ze observeerden het hemelruim, verzamelden gegevens en speurden naar wetmatigheden. Als ze meenden dat iets belangrijks op til was, verwittigden ze de overheid.
Naar het zich laat aanzien zijn de Babyloniërs er nooit in geslaagd een patroon te ontdekken dat de goederenprijzen in verband bracht met de posities van de hemellichamen. Wat ze wel vonden in hun analyse, was een regelmaat in de efemeriden die hen toeliet de positie van hemellichamen en het tijdstip van zons- en maansverduisteringen te voorspellen. Deze "bijvangst" was een geval van serendipiteit met wereldhistorische betekenis.
De Babyloniërs waren de eersten die de periodiciteit van astronomische fenomenen combineerden met wiskunde om tot voorspellingen te komen. De oudste significante tekst is Tablet 63 van de Enûma Anu Enlil, beter bekend als de Venustablet van Ammisaduqa. Hij geeft de eerste en laatste zichtbare ringen van Venus voor een periode van ongeveer 21 jaar. Het document vormt het eerste bewijs dat de periodiciteit van planetaire fenomenen begrepen werd.
Nog in de 21e eeuw worden de Babylonische observaties gebruikt voor wetenschappelijke berekeningen. Zo zijn de precieze data en uren van eclipsen (eerste contact, hoogtepunt, laatste contact) bijzonder nuttig gebleken om het vertragen van de aardrotatie te bepalen.

## Engelse vertaling
De zevendelige Astronomical Diaries and Related Texts from Babylonia, onder redactie van Abraham Sachs en Hermann Hunger, geven een Engelse vertaling van de collectie. De eerste vier delen van de reeks geven de tekst van de eigenlijke dagboeken:
- Volume I – Diaries from 652 B.C. to 262 B.C. (ISBN 3-7001-1227-0, 1988).
- Volume II – Diaries from 261 B.C. to 165 B.C. (ISBN 3-7001-1705-1, 1989).
- Volume III – Diaries from 164 B.C. to 61 B.C. (ISBN 3-7001-2578-X, 1996).
- Volume IV – Undated Diaries and Addenda (ISBN 978-3-7001-9032-5, 2022).
- Volume V – Lunar and Planetary Texts (ISBN 3-7001-3028-7, 2001).
- Volume VI – Goal Year Texts (ISBN 978-3-7001-3727-6, 2006).
- Volume VII – Almanacs and Normal Star Almanacs (ISBN 978-3-7001-7627-5, 2014).

## Voetnoten
1. 1 2  Geller, M. J. (1990). Babylonian Astronomical Diaries and Corrections of Diodorus. Bulletin of the School of Oriental and African Studies, University of London 53 (1): 1–7. DOI: 10.1017/s0041977x00021212.
2. 1 2  Rochberg-Halton, F. (1991). The Babylonian Astronomical Diaries. Journal of the American Oriental Society 111 (2): 323–332. DOI: 10.2307/604022.
3. ↑  A. Aaboe, J. P. Britton, J. A. Henderson (1991). Saros Cycle Dates and Related Babylonian Astronomical Texts. Transactions of the American Philosophical Society 81 (6): 1–75. DOI: 10.2307/1006543.
4. ↑  In Aristotelis libros de Caelo commentarii
5. ↑  Almagest, III, 7
6. ↑  F. R. Stephenson, L. V. Morrison en C. Y. Hohenkerk, "Measurement of the Earth's rotation: 720 BC to AD 2015", in: Proceedings of the Royal Society A, 7 december 2016, DOI:10.1098/rspa.2016.0404